# Bela Vista do Maranhão
Bela Vista do Maranhão este un oraș în unitatea federativă Maranhão (MA), Brazilia.